# Antoine Bouchard (judoka)
Pour les articles homonymes, voir Antoine Bouchard (homonymie) et Bouchard.
Antoine Bouchard (né le 24 août 1994 à Jonquière, Québec) est un judoka canadien. Il participe aux Jeux olympiques d'été de 2016.
Il annonce sa retraite sportive le 18 novembre 2023 après avoir remporté l'Open continental de Montréal.

## Palmarès
- Médaille d'or dans la catégorie des moins de 73 kg aux Championnats panaméricains de judo 2020
- Médaille d'or dans la catégorie des moins de 73 kg aux Championnats panaméricains de judo 2018
- Médaille d'or dans la catégorie des moins de 66 kg aux Championnats panaméricains de judo 2015
- Médaille d'argent dans la catégorie des moins de 66 kg aux Jeux panaméricains de 2015
- Médaille d'argent dans la catégorie des moins de 73 kg aux Jeux panaméricains de 2023
- Médaille de bronze dans la catégorie des moins de 73 kg aux Championnats panaméricains de judo 2022
- Médaille de bronze dans la catégorie des moins de 73 kg aux Championnats panaméricains de judo 2019
- Médaille de bronze dans la catégorie des moins de 66 kg aux Championnats panaméricains de judo 2016